# Veranderlijke aderzwam
De veranderlijke aderzwam (Mycoacia livida) is een soort schimmel behorend tot de familie Meruliaceae. Hij leeft saprotroof op takken van loofbomen en is bekend van Berk (Betula) en Linde (Tilia). In Scandinavië komt het vooral voor op naaldhout.

## Verpreiding
In Nederland komt de veranderlijke aderzwam matig algemeen voor.